# Svensby
Svensby est une localité du comté de Troms, en Norvège.

## Géographie
Administrativement, Svensby fait partie de la kommune de Lyngen.